# 데비 터너
데비 터너(영어: Debbie Turner, 1956년 9월 5일 ~ )는 미국의 배우이다.

## 영화
- 야망의 함정 (1993년)
- 쇼틀랜드 스트리트 (1992년)
- 달라스의 투혼 (1979년)
- 사운드 오브 뮤직 (1965년)